# Odein Ajumogobia

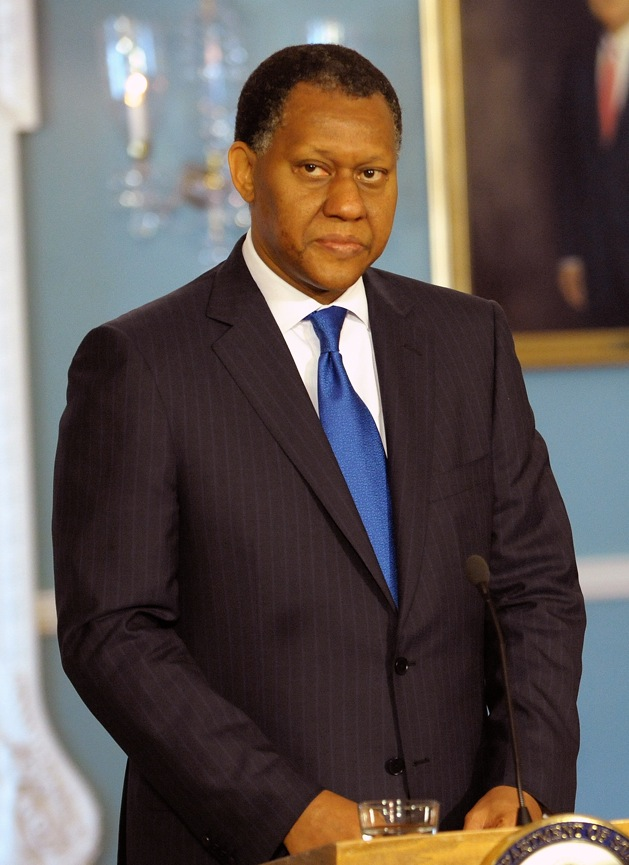
Henry Odein Ajumogobia 2010

Henry Odein Ajumogobia (* 29. Juni 1956 in Rivers) ist ein nigerianischer Politiker.
2003 wurde Ajumogobia Senior Advocate von Nigeria. Zuvor war er Attorney General und Justizkommissar.
Im Juli 2007 wurde er Ölminister im Kabinett Yar’Adua. Am 6. April 2010 wurde er Außenminister im Kabinett von Präsident Goodluck Jonathan. Am 11. Juli 2011 wurde er vom Diplomaten Olugbenga Ashiru abgelöst.